# Epipedobates petersi
Epipedobates petersi (tiếng Anh: Peru Poison Frog) là một loài ếch thuộc họ Dendrobatidae.
Loài này có ở Brasil và Peru.
Môi trường sống tự nhiên của chúng là rừng ẩm vùng đất thấp nhiệt đới hoặc cận nhiệt đới và sông ngòi.